# Miejska i Powiatowa Biblioteka Publiczna w Kole
Miejska i Powiatowa Biblioteka Publiczna w Kole – jest główną samorządową biblioteką miasta Koła i powiatu kolskiego. Gromadzi, opracowuje, przechowuje i udostępniana zbiory biblioteczne, pełni rolę ośrodka informacji, także o regionie. Zadania realizuje: w siedzibie głównej, w której znajdują się: czytelnia, wypożyczalnia dla młodzieży i dorosłych, Filia dla Dzieci; oraz dwóch filiach bibliotecznych: Filii Nr 1, Filii Nr 2. Biblioteka sprawuje nadzór merytoryczny nad 10 bibliotekami samorządowymi powiatu kolskiego.

## Historia
Pierwsza biblioteka publiczna w Kole została otwarta w 1883 roku. W okresie międzywojennym istniało w mieście kilka książnic należących do instytucji społecznych, organizacji i stowarzyszeń. Podczas II wojny światowej wszystkie zostały zlikwidowane. 1 kwietnia 1945 roku została utworzona Miejska Biblioteka Publiczna przy Placu Wolności 15, w dawnej siedzibie Narodowego Banku Polskiego. Na podstawie dekretu o bibliotekach z 1946 roku podjęto decyzję o utworzeniu Powiatowej Biblioteki Publicznej. Uroczystego otwarcia dokonano 1 września 1947 roku. Placówka mieściła się w lokalu przy ul. 11 listopada 5 (obecnie ul. A. Mickiewicza 5). 
W 1956 roku obie biblioteki przeniesiono do budynku pastorówki przy ul. H. Sienkiewicza 5 i w 1957 roku połączono w Miejską i Powiatową Bibliotekę Publiczną. W 1963 roku utworzono Oddział Dziecięcy z siedzibą przy ul. H. Sienkiewicza 5. W 1973 roku powstała Filia Nr 2 przy Zakładzie Opieki Zdrowotnej Szpitala Powiatowego. W 1975 roku nastąpiła reorganizacja administracyjna kraju, w wyniku której Powiatowa i Miejska Biblioteka Publiczna zmieniła nazwę na Miejska Biblioteka Publiczna. W 1979 roku otworzono Filię Nr 3 przy ul. P. Wojciechowskiego 30, a w 1982 roku Filię Nr 4 przy ul. A. Mickiewicza 15. W czerwcu 1999 roku Zarządy Miasta Koła i Powiatu Kolskiego podpisały Porozumienie, na mocy którego powierzono Miejskiej Bibliotece Publicznej zadania biblioteki powiatowej. 
28 września 1999 roku nastąpiła reorganizacja i zmiana nazwy na Powiatową i Miejską Bibliotekę Publiczną. W 2009 roku przeniesiono siedzibę Filii Nr 4 do budynku przy ul. S. Wyszyńskiego 14. W 2013 roku bibliotekę główną oraz Filię dla Dzieci przeniesiono do budynku dworca PKP przy ul. Kolejowej 19. W 2025 r. podległa miastu biblioteka mająca siedzibę przy ul. Kolejowej 19, decyzją Rady Miejskiej, na wniosek Komisji Budżetu oraz Oświaty i Spraw Społecznych, zmieniła nazwę na: Miejska i Powiatowa Biblioteka Publiczna w Kole. Przy okazji, w statucie „nowej” biblioteki uporządkowane zostały numery filii, po zmianie filia mieszcząca się przy ul Wojciechowskiego nosi numer 1, a przy ul. Wyszyńskiego numer 2. W siedzibie biblioteki głównej, czyli na dworcu PKP, znajduje się filia dla dzieci.

## Działalność
Podstawową misją Miejskiej i Powiatowej Biblioteki w Kole jest rozwijanie i zaspokajanie potrzeb czytelniczych i informacyjnych mieszkańców, upowszechnianie wiedzy i kultury oraz zapewnienie sprawnego funkcjonowania sieci bibliotecznej na terenie powiatu. Jako jedyna biblioteka w powiecie kolskim tworzy i opracowuje bibliografię regionalną dla Koła i powiatu.
Biblioteka oprócz działalności statutowej prowadzi spotkania autorskie. W bibliotece gościli między innymi: Wanda Chotomska, Mariusz Czubaj, Maria Czubaszek, Katarzyna Grochola, Jacek Hugo-Bader, Wojciech Jagielski, Grzegorz Kasdepke, Hubert Klimko-Dobrzaniecki, Marek Krajewski, Jakub Małecki, Anna Dziewit-Meller, Marcin Meller, Joanna Olech, Łukasz Orbitowski, Joanna Papuzińska, Stanisław Tym, Jakub Żulczyk.
Z inicjatywy Instytutu Książki przy bibliotece działają Dyskusyjne Kluby Książki (od lutego 2010 roku dla dorosłych, a od kwietnia 2015 roku dla młodzieży).
Biblioteka jest liderem Kampanii społecznej Fundacja ABCXXI Cała Polska czyta dzieciom.
Od 26 kwietnia 1976 roku przy bibliotece działa Koło Przyjaciół Biblioteki (dobrowolne zrzeszenie osób w celu umocnienia więzi między biblioteką a społeczeństwem).

## Działalność wydawnicza
Od 2008 roku placówka wspólnie z Muzeum Technik Ceramicznych w Kole, Miejskim Domem Kultury w Kole, Stowarzyszeniem Przyjaciół Miasta Kola nad Wartą wydaje "Rocznik Kolski", periodyk zawierający artykuły o historii miasta i regionu oraz popularyzujący dorobek miejscowego środowiska.

## Struktura organizacyjna
- Biblioteka główna, z wypożyczalnią dla młodzieży i dorosłych oraz czytelnią, mieszcząca się w budynku byłego dworca kolejowego (ul. Kolejowa 19)
- Filia dla Dzieci, mieszcząca się w budynku byłego dworca kolejowego (z osobnym wejściem) (ul. Kolejowa 19)
- Filia Nr 1 (ul. P. Wojciechowskiego 30)
- Filia Nr 2 (ul. S. Wyszyńskiego 14)

## Kierownicy i dyrektorzy
- Ignacy Wasilewski (1945–1956, inicjator powstania i kierownik Miejskiej Biblioteki Publicznej w Kole)
- Kazimierz Michalski (1947–1952, kierownik Powiatowej Biblioteki Publicznej w Kole)
- Maria Nowinowska (1952–1957, kierownik Powiatowej Biblioteki Publicznej w Kole)
- Józefa Kolska (1957–1966, kierownik Powiatowej i Miejskiej Biblioteki Publicznej w Kole)
- Stanisław Wróblewski (1966–1975, kierownik Powiatowej i Miejskiej Biblioteki Publicznej w Kole)
- Alina Krych (1975–1991, dyrektor Miejskiej Biblioteki Publicznej w Kole)
- Jadwiga Janicka (1991–1999, dyrektor Miejskiej Biblioteki Publicznej w Kole, 1999–2004, dyrektor Powiatowej i Miejskiej Biblioteki Publicznej w Kole)
- Aleksandra Kowalska (od 2004, dyrektor Powiatowej i Miejskiej Biblioteki Publicznej w Kole)[3]